# ユリウス・ファルケンシュタイン (俳優)
ユリウス・ファルケンシュタイン（Julius Falkenstein、1879年2月25日 - 1933年12月9日）はドイツの俳優。

## 出演作品
- 笑う相続人
- 私と女王様
- 勝利者
- 第二の人生
- 私は昼あなたは夜
- 今宵こそは
- 女人禁制
- 會議は踊る
- 不滅の放浪者
- スピオーネ
- ニュールンベルクの親方
- ワルツの夢
- ドクトル・マブゼ
- フォーゲルエート城
- 牡蠣の王女